# 2011 dans les chemins de fer
chronologie des chemins de fer
2010 dans les chemins de fer - 2011 - 2012 dans les chemins de fer

## Évènements
- 9 juin : incendie d'un train de marchandises dans le tunnel du Simplon.
- 23 juillet : accident ferroviaire de Wenzhou.
- 11 décembre : entrée en vigueur du cadencement en France et ouverture de la LGV Rhin-Rhône.

## Événements prévus
- Afrique, début des travaux de construction, prévus pour une durée de quatre années, d'un chemin de fer de Dar es-Salaam à Kigali, via Gitega. Il reliera les cinq pays membres de la Communauté économique est-africaine (CCEA) : Kenya, Tanzanie, Ouganda, Burundi et Rwanda[1].

## Transports en commun dans le monde

### Nouvelles lignes et nouveaux réseaux inaugurés en 2011
De nouveaux réseaux de transport en commun sont entrés en service en 2011  :
- Métro
  - Almaty (Chine) : Ligne 1 Raymbek Batyr - Alatau (7,6 km)
  - Alger (Algérie) : Ligne Tafourah (Grande Poste) - Haï El Badr (9,5 km)
  - Bangalore (Inde) : Ligne 2 Mahatma Gandhi Road - Baiyappanahalli  (7,5 km)
  - Machhad (Inde) : Ligne 1 Torghabeh - Ghadir (18 km)
  - Xi'an (Chine) : Ligne 2 Xi'an North Railway Station - Qujiang International Conference and Exhibition Center (20,4 km)

- Tramway
  - Norfolk (Etats-Unis) : Ligne EVMC Fort Norfolk - Newtown Road (11,9 km)
  - Jérusalem (Israel) : Ligne 1 (13,9 km)
  - Angers (France)  : Ligne A (12 km)
  - Murcie  (Espagne) : Lignes 1 et 1B (18 km)
  - Rabat  (Maroc) : Lignes T1 et T2 (19 km)
  - Alger  (Algérie) : Ligne Bordj el Kiffan - Cité Mokhtar Zerhouni  (7,2 km)
  - Saragosse (Espagne)  : Ligne (12,8 km)
  - Reims  (France) : Lignes A/B  (11,2 km)

Dans les réseaux de transport en commun existants les nouvelles lignes suivantes ont été inaugurées  en 2011 : 
- Métro[2]  : 
  - Pékin (Chine) : Ligne 9 Beijing West Railway Station - Guogongzhuang  (11,1 km)
  - Séoul (Corée du Sud) : Ligne Sin Bundang (DX) Gangnam - Jeongja (17,3 km)
  - Chongqing (Chine) : Ligne 3 (Monorail) Lianglukou - Yuanyang (17,5 km)
  - Dubai (Émirats Arabes Unis) : Ligne Green Etisalat - Dubai Healthcare City (18 km)
  - Pusan (Corée du Sud) : Ligne LRT Gimhae-Busan  (24 km)
  - Chongqing (Chine) : Ligne 1 Jiaochangkou - Shapingba (15,6 km)
  - Shenzhen (Chine) : Ligne 5 (Huanzhong Line) Qianhaiwan - Huangbeiling (40 km)
  - Pusan (Corée du Sud) : Ligne 4 Minam - Anpyeong (12,7 km)
  - Delhi (Inde) : Airport Express Line (22,5 km)

|               | Métro            | Métro            | Tramway          | Tramway          |
| ------------- | ---------------- | ---------------- | ---------------- | ---------------- |
|               | Nouveaux réseaux | Nouvelles lignes | Nouveaux réseaux | Nouvelles lignes |
| Afrique       | 1                | 1                | 2                | 2                |
| Algérie       | 1                | 1                | 1                | 1                |
| Maroc         |                  |                  | 1                | 1                |
| Amérique      |                  |                  | 1                | 1                |
| États-Unis    |                  |                  | 1                | 1                |
| Asie          | 4                | 13               | 1                | 1                |
| Chine         | 2                | 6                |                  |                  |
| Corée du Sud  |                  | 3                |                  |                  |
| Dubai         |                  | 1                |                  |                  |
| Inde          | 1                | 2                |                  |                  |
| Iran          | 1                | 1                |                  |                  |
| Israel        |                  |                  | 1                | 1                |
| Europe        |                  |                  | 4                | 4                |
| Espagne       |                  |                  | 2                | 2                |
| France        |                  |                  | 2                | 2                |
| Total général | 5                | 14               | 8                | 8                |